# Alaa Moubarak
Pour les articles homonymes, voir Moubarak (homonymie).
Alaa Mubarak (arabe : علاء مبارك), ou Alā'-ud-dīn Muhammad Husni Sayyid Mubarak (arabe : علاء الدين محمد حسنى سيد مبارك), est un homme d’affaires égyptien et l’aîné des deux fils du président égyptien déchu Hosni Moubarak et de sa femme, Suzanne Moubarak.

## Biographie
Alaa Moubarak a fréquenté le collège St. George au Caire, puis l’Université américaine du Caire. I
Il se tient « sous le radar », contrairement à son plus jeune frère, Gamal, et ne tente pas la politique, préférant les affaires.

### Poursuites judiciaires
Quelques jours avant la démission de son père, Alaa eut une conversation amère avec son frère Gamal, au palais d'Héliopolis. Il lui aurait dit « Au lieu de travailler à aider notre père, qu'il finisse sa vie avec les honneurs, tu as contribué à abîmer son image... ». Les deux frères en sont quasiment venus à se battre et des officiers seniors du palace ont dû intervenir afin de minimiser les dégâts.
Il est placé en détention à la prison de Tora le 13 avril 2011, et une enquête a lieu pour corruption pour laquelle il risque entre 10 et 25 ans de prison. Des rapports affirment en outre qu’il aurait, après la chute de son père, payé avec son frère Gamal des baltaguiyas pour attaquer les manifestants. Il est condamné à trois ans de prison pour avoir détourné plus de 10 millions d'euros de fonds publics alloués à l'entretien des palais présidentiels.
Le Tribunal de l’UE a toutefois jugé que les droits fondamentaux des Moubarak tels que les droits de la défense et le droit à une protection juridictionnelle effective n’avaient pas été respectés dans cette procédure notamment. La Cour de Justice de l’UE a annulé les sanctions qui étaient fondées sur cette condamnation et sur d’autres procédures judiciaires en Egypte, considérant qu’elles étaient illégales et que la décision de requérir des sanctions n’avait pas été prise sur « une base factuelle suffisamment solide », en raison du manque de vérification par le Conseil de l’UE du respect des droits fondamentaux au cours de ces procédures,,.      
Alaa Moubarak est cité dans l'affaire des Panama Papers en avril 2016.
Le 15 septembre 2018, il est arrêté en compagnie de son frère Gamal Moubarak et cinq autres personnes pour des accusation de « manipulations boursières » datant de 2012,. En effet, lors de transactions de titres de la banque Al Watany Bank of Egypt, ils auraient réalisé, lors de ces transactions, des profits illégaux de 500 millions de livres égyptiennes (25 millions de dollars),. Le 20 septembre, un tribunal a ordonné sa libération conditionnelle contre le payement d'une caution de 100000 livres égyptiennes.
En février 2020, Alaa et Gamal Moubarak sont acquittés par les autorités égyptiennes de l'accusation de manipulations boursières dont ils avaient fait l’objet en 2012.
En novembre 2021, les autorités égyptiennes ont mis un terme au gel des biens de la famille Moubarak, toutes les procédures judiciaires ayant pris fin en Égypte.
Le 13 avril 2022, le Ministère public de la Confédération (MPC) de Suisse met un terme à son enquête sur la famille Moubarak, constatant que l’instruction, qui a pourtant duré une décennie, « n’a pas permis d'établir de soupçons » de corruption présumée. Les procureurs suisses déclarent que « l’instruction menée en Suisse n’a pas permis d’établir ne serait-ce qu’un lien ténu avec une quelconque infraction ».
En clôturant leur enquête en avril 2022, les procureurs suisses ont notamment relevé « l ’absence d’élément de preuve quant à l’existence de crimes préalables en Egypte ».
En mai 2022, les médias égyptiens ont rapporté qu'une « bataille juridique de dix ans pour la famille Moubarak avait pris fin »,.

## Vie privée
Il est marié à Heddy Rasekh, avec laquelle il eut deux fils : Muhammad et Omar. Muhammad est mort à l’âge de 12 ans, le 18 mai 2009, à la suite de graves problèmes de santé, puis d'une hémorragie au cerveau.